# فرودگاه کزومبو
فرودگاه کزومبو (به انگلیسی: Cazombo Airport) یک فرودگاه همگانی با کد یاتا CAV است . این فرودگاه در کشور آنگولا قرار دارد و در ارتفاع ۱۱۲۸ متری از سطح دریا واقع شده‌است.